# 杵村久蔵
杵村 久蔵（きねむら ひさぞう、1891年（明治24年）12月28日 - 1938年（昭和13年）8月2日）は、日本の陸軍軍人。最終階級は陸軍少将。

## 経歴
鳥取県米子市立町の農家に生まれた。父梅蔵は糺山のあたりで百姓をしていたという。
米子中学（現在の米子東高校）を経て、1913年（大正2年）5月、陸軍士官学校（25期）を卒業。同年12月、歩兵少尉に任官。さらに中尉のとき、陸軍大学校（32期）に入校。同校を優等で卒業、恩賜の軍刀組であった。アメリカ駐在を経験している。
少壮気鋭の尉官時代、皇族李王家の御付武官をつとめた。1936年（昭和11年）8月、歩兵大佐に昇進し、朝鮮軍隷下第20師団参謀長に任命される。
1937年（昭和12年）7月、日中戦争が勃発すると中国に派遣され、翌年の1938年（昭和13年）8月、山西省でチブスにかかって戦病死し陸軍少将に進級した。

## 人物像
杵村の甥浜田明の話によると杵村は同級生の松下芳三郎（台湾、朝鮮、満州で活躍した名行政官）と親しく交際していた模様で、同君が米中卒業後直ぐ満州に渡って、松下のもとで働いたのは、杵村の指図によるものだったという。